# Федорівка (Амурська область)
Фёдорівка (рос. Фёдоровка) — село у Завітінському районі Амурської області Російської Федерації. Розташоване на території українського історичного та етнічного краю Зелений Клин.
Входить до складу муніципального утворення Куприянівська сільрада. Населення становить 26 осіб (2018).

## Історія
З 20 жовтня 1932 село року ввійшло до складу новоутвореної Амурської області.
З 1 січня 2006 року входить до складу муніципального утворення Куприянівська сільрада.

## Населення
| 2002 | 2010 | 2012 | 2013 | 2014 | 2015 | 2016 |
| ---- | ---- | ---- | ---- | ---- | ---- | ---- |
| 99   | ↘50  | ↘47  | ↘43  | ↘38  | ↘35  | ↘33  |
| 2017 | 2018 |      |      |      |      |      |
| ↘26  | →26  |      |      |      |      |      |